# Тэкоделькы
Тэкоделькы (устар. Тэкодель-Кы) — река в Ямало-Ненецком автономном округе России, протекает по территории Красноселькупского района в южном направлении.
Берёт начало в урочище Пильнярыльняры из озёр Пильто на высоте 56,6 метров над уровнем моря. Русло извилистое, ширина в нижнем течении — 52 метра, глубина — 1,8 м, дно вязкое, скорость течения — 0,6 м/с. Впадает в реку Часельку в 105 км от её устья по левому берегу.
Длина — 186 км, площадь водосборного бассейна — 2590 км². Населённых пунктов на реке нет.

## Притоки
(расстояние от устья)
- 11 км — река Тэкотэдылькы
- 71 км — река Тюнампылькикэ
- 84 км — река Ираткы
- 91 км — река Варга-Нярылькы
- 112 км — река Пилькы
- 133 км — река Кыпа-Тэкоделькы
- 158 км — река Сыпалькы

## Данные водного реестра
По данным государственного водного реестра России и геоинформационной системы водохозяйственного районирования территории РФ, подготовленной Федеральным агентством водных ресурсов:
- Бассейновый округ — Нижнеобский
- Речной бассейн — Таз
- Водохозяйственный участок — Таз

## Топографические карты
- Лист карты Q-44-89,90 р  Кыпа-тэкоделькы. Масштаб: 1 : 100 000. Состояние местности на 1968 год. Издание 1979 г.
- Лист карты Q-44-101,102 озеро  Тыкытыльто. Масштаб: 1 : 100 000. Состояние местности на 1972 год. Издание 1979 г.
- Лист карты Q-44-113,114 р  Печаль-кы. Масштаб: 1 : 100 000. Состояние местности на 1951 год. Издание 1953 г.